# 18117 Джонгодж
18117 Джонгодж (18117 Jonhodge) — астероїд головного поясу, відкритий 5 липня 2000 року.
Тіссеранів параметр щодо Юпітера — 3,552.